# Astaena exquisita
Astaena exquisita är en skalbaggsart som beskrevs av Frey 1973. Astaena exquisita ingår i släktet Astaena och familjen Melolonthidae. Inga underarter finns listade.